# Pedro Celestino Negrete

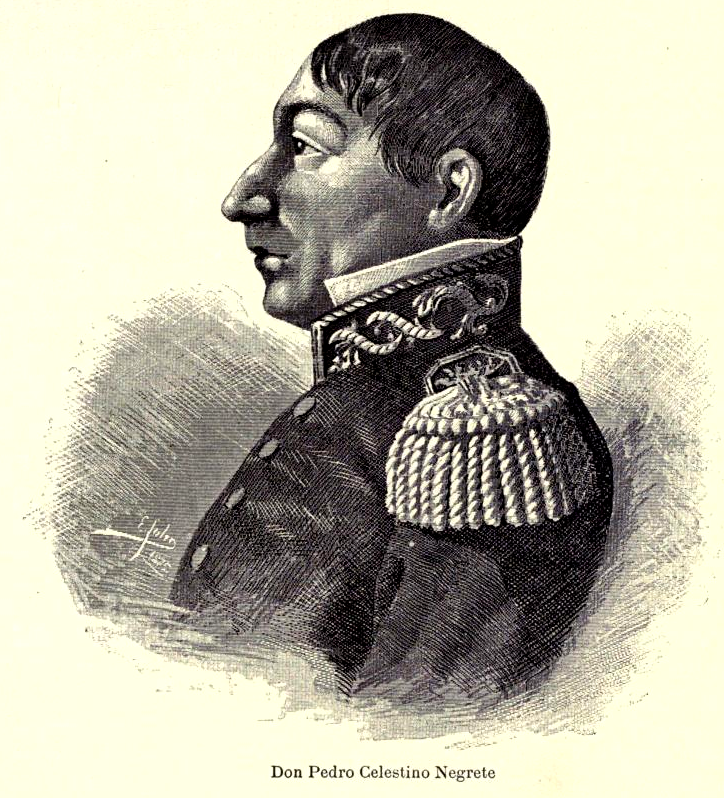
Pedro Celestino Negrete

Pedro Celestino Negrete (San Sebastian, 1777 - Bordeaux, 1846) was een Spaans-Mexicaans politicus en militair.
Hij diende als generaal in het Spaanse leger tijdens de Mexicaanse Onafhankelijkheidsoorlog, maar steunde uiteindelijk toch het Plan van Iguala. Hij was bevriend met keizer Agustín de Iturbide maar raadde deze toch aan af te treden, en sloot zich aan bij het Plan van Casa Mata. Nadat Iturbide was afgetreden maakte Negrete deel uit van de provisorische regering samen met José Mariano de Michelena, Nicolás Bravo, Guadalupe Victoria, José Miguel Domínguez en Vicente Guerrero. Deze regering proclameerde op 4 oktober 1824 de Mexicaanse grondwet van 1824. Zes dagen later werd de provisorische regering opgeheven toen Victoria aantrad als president.
Na de onafhankelijkheid ontstond er onvrede onder de peninsulares, Europese Spanjaarden, die hun positie terug wilden. Negrete zwoer in 1827 samen met de priesters Joaquín Arenas en Francisco Martínez om de Mexicaanse regering omver te werpen en Mexico terug onder Spaans gezag te brengen. Deze samenzwering werd echter ontdekt. Arenas en Martínez werden ter dood gebracht en Negrete verbannen naar Frankrijk waar hij in 1846 overleed.